# Hünfelder SV
Der Hünfelder SV ist ein Sportverein aus dem nordöstlich von Fulda gelegenen Hünfeld und mit (Stand September 2018) rd. 1.400 Mitgliedern einer der mitgliederstärksten Vereine in Osthessen. Er wurde am 22. Juni 1919 gegründet. Die Vereinsfarben sind Blau und Weiß; bei den Leichtathleten abweichend Grün und Schwarz.
In insgesamt 9 Abteilungen deckt der Verein ein breites sportliches Spektrum vom Jugend- und Breitensport bis zum Leistungssport ab. Die Abteilungen des Vereins sind Fußball, Gymnastik, Handball, Herzsport, Kinderturnen, Lauftreff, Leichtathletik, Tischtennis und Volleyball.

## Fußball
Seine Fußball-Heimspiele trägt der Verein in der 4000 Zuschauer fassenden Rhönkampfbahn aus.
Nach dem Abstieg aus der Oberliga Hessen 2004 scheiterte der Verein oft und knapp am Aufstieg, darunter zweimal in der Relegation. Nach fünf Jahren in der Landesliga Hessen Nord stieg der Verein 2008 in die Fußball-Hessenliga auf. 2008/09 schaffte man den Klassenerhalt. Nach der Saison 2010/11 musste der Klub in die Verbandsliga Hessen Nord absteigen. In der Folgesaison gelang der direkte Wiederaufstieg. Den erneuten Abstieg aus der Hessenliga musste der Verein nach der Saison 2013/14 hinnehmen. In der Saison 2017/18 sicherte sich der Hünfelder SV abermals die Verbandsliga-Meisterschaft und stieg zum fünften Mal in die höchste hessische Liga auf. 2019 musste die Mannschaft wieder absteigen.

### Platzierungen
| Saison  | Liga                     | Platz | Spiele | Tore  | Punkte |
| ------- | ------------------------ | ----- | ------ | ----- | ------ |
| 2003/04 | Oberliga Hessen          | 17.   | 34     | 39:73 | 22     |
| 2004/05 | Landesliga Hessen-Nord   | 02.   | 30     | 65:35 | 60     |
| 2005/06 | Landesliga Hessen-Nord   | 02.   | 30     | 77:36 | 67     |
| 2006/07 | Landesliga Hessen-Nord   | 03.   | 34     | 69:35 | 62     |
| 2007/08 | Landesliga Hessen Nord   | 02.   | 34     | 77:33 | 74     |
| 2008/09 | Hessenliga               | 10.   | 36     | 66:61 | 49     |
| 2009/10 | Hessenliga               | 07.   | 36     | 58:47 | 56     |
| 2010/11 | Hessenliga               | 16.   | 34     | 44:61 | 32     |
| 2011/12 | Verbandsliga Hessen Nord | 01.   | 34     | 94:41 | 78     |
| 2012/13 | Hessenliga               | 08.   | 34     | 63:51 | 51     |
| 2013/14 | Hessenliga               | 19.   | 36     | 51:82 | 28     |
| 2014/15 | Verbandsliga Hessen Nord | 02.   | 32     | 75:33 | 67     |
| 2015/16 | Verbandsliga Hessen Nord | 08.   | 32     | 56:47 | 52     |
| 2016/17 | Verbandsliga Hessen Nord | 03.   | 32     | 81:40 | 64     |
| 2017/18 | Verbandsliga Hessen Nord | 01.   | 32     | 86:42 | 68     |
| 2018/19 | Hessenliga               | 15.   | 32     | 33:71 | 29     |
| 2019/20 | Verbandsliga Hessen Nord | 01.   | 19     | 64:17 | 47     |

### Größte Erfolge
- Hessenpokalsieger 1963
- Bezirkspokalsieger 1975
- Meister der Bezirksoberliga Fulda 2000
- Meister der Fußball-Landesliga Hessen (Nord) 2003
- Kreismeister 2007
- Aufstieg in die Fußball-Hessenliga 1965, 2003, 2008, 2012, 2018

## Weitere Abteilungen

### Tischtennis
Die Tischtennis-Abteilung ist mit einer über 80-jährigen Geschichte eine der ältesten Abteilungen. Die größten sportlichen Erfolge datieren bei den Herren aus den 1970er- und 1980er-Jahren mit zahlreichen Spielzeiten in der Hessenliga sowie bei den Damen in den 1990er-Jahren in der Regionalliga. Derzeit hat die Tischtennis-Abteilung über 100 Mitglieder und nimmt mit Nachwuchs-, Damen- und Herrenteams am Punktspielbetrieb teil.

### Lauftreff
Der Lauftreff richtet jährlich den Hünfelder Stadtlauf aus. Start und Ziel ist die Rhönkampfbahn. Der Hünfelder Stadtlauf ist Teil des Rhön-Super-Cups. Der Rhön-Super-Cup ist eine Gesamtwertung von 11 verschiedenen Laufveranstaltungen in einer Saison.

### Leichtathletik
Die eigenen Leichtathletiksportfeste werden in der 4000 Zuschauer fassenden Rhönkampfbahn ausgetragen. Die Hessischen Langstreckenmeisterschaften finden am 7. April 2019 auf der Rhönkampfbahn statt.